# كليف وايت
كليف برادلي وايت (بالإنجليزية: Clive White)‏ ، من مواليد 2 مايو 1940 ، حكم كرة قدم إنجليزي دولي سابق.
حكم في بطولة كأس العالم لكرة القدم 1982.

## روابط خارجية
- كليف وايت على موقع Soccerway.com (الإنجليزية)